# Diplodactylus bilybara
Espèce
Diplodactylus bilybara est une espèce de gecko de la famille des Diplodactylidae.

## Répartition
Cette espèce est endémique d'Australie-Occidentale. Elle se rencontre au Pilbara et au Gascoyne. 

## Description
Diplodactylus bilybara mesure de 39,2 à 60,8 mm de longueur standard.

## Publication originale
- Oliver, Couper & Pepper, 2014 : Independent Transitions between Monsoonal and Arid Biomes Revealed by Systematic Revison of a Complex of Australian Geckos (Diplodactylus; Diplodactylidae). PLOS ONE, vol. 9, no 12, p. e111895 1-53 (texte intégral).